# Осуждение (фильм)
«Осуждение» (итал. La Condanna) — художественный фильм итальянского режиссёра Марко Беллоккьо (1991).
Премьера фильма состоялась в феврале 1991 года в рамках основной конкурсной программы 41-го Берлинского кинофестиваля.

## Сюжет
Повествование фильма условно разделяется на две части. В первой части рассказывается об архитекторе средних лет по имени Лоренцо, который однажды ночью в закрытом для посетителей в это время суток музее соблазняет молодую студентку Сандру и вступает с ней в интимную близость. По прошествии некоторого времени Сандра подаёт на Лоренцо в суд, обвинив того в совершении изнасилования (как оказалось, у архитектора были заранее приготовлены ключи от того места, где он совершил акт соития с молодой девушкой). Во время судебного процесса Лоренцо настаивает на своей невиновности, приводя в качестве доводов в свою пользу желание Сандры совершить половой акт в ту ночь и отсутствие элементов насилия в данном деле. Во второй части фильма речь идёт о мучительных сомнениях прокурора, представлявшего на суде интересы Сандры.

## В ролях
- Витторио Меццоджорно — Лоренцо Колаянни
- Анджей Северин — Джованни
- Клер Небу — Сандра Челестини
- Гражина Шаполовская — Моника
- Паоло Грациози
- Мария Шнайдер — крестьянка
- Клаудио Эмери
- Антонио Марциантонио
- Джорджо Панцера
- Фиорелла Потенца

## Награды и номинации

### Награды
- 1991 — 41-й Берлинский кинофестиваль
  - Специальный приз жюри «Серебряный медведь» — Марко Беллоккьо, совместно с Виктором Аристовым (фильм «Сатана»)

### Номинации
- 1991 — 41-й Берлинский кинофестиваль
  - Главный приз «Золотой медведь» — Марко Беллоккьо